# Eugonyleptes
Eugonyleptes is een geslacht van hooiwagens uit de familie Gonyleptidae.
De wetenschappelijke naam Eugonyleptes is voor het eerst geldig gepubliceerd door Roewer in 1913. 

## Soorten
Eugonyleptes is monotypisch en omvat slechts de volgende soort:
- Eugonyleptes scaber